# The Cranberries
Кренберис (енгл. The Cranberries, у дословном преводу Бруснице) је била ирска рок музичка група основана у Лимерику 1989. године, најпознатија по својој песми Zombie, којом је послала снажну поруку против ратова. Водећи вокал групе била је певачица Долорес О'Риордан, док су остали чланови Ноел Хоган (водећа гитара), Мајк Хоган (бас-гитара) и Фергат Лоулер (бубњеви). За песму Zombie награђени су МТВ музичком наградом за најбољу песму.
Њихов први студијски албум, под насловом Everybody Else Is Doing It, So Why Can't We?, остварио је велики комерцијални успех и нашао се међу 20 најбољих музичких албума на листи Билборд 200. Године 1998. наступили су на додели Нобелове награде за мир.
Године 2003. одлазе на привремену паузу, да би се поново окупили 2009. Десет година касније, певачица Долорес О'Риордан је изненада преминула, након чега се група убрзо распала и трајно престала са радом. Њихов последњи албум, под насловом In the End, објављен је 2019. (годину дана након смрти О'Риордан) и био је номинован за Награду Греми. Том приликом Ноел Хоган је изјавио: „Нас четворо смо чинили Кренберис. Не желимо да радимо ово без Долорес.”
Група Кренберис је до 2018. продала преко 40 милиона албума широм света, што је чини једном од најуспешнијих група из периода 1990-их.

## Оснивање
Група је основана 1989, а водећи вокал је био певач Нил Квин, кога је након неколико месеци заменила певачица Долорес О'Риордан. У даљем периоду, групу су све до њеног распада, поред Долорес, чинили браћа Хоган и Фергал Лоулер.

## Стил
Кренберис превасходно представља групу алтернативног рока, али у својим песмама меша и инди поп, пост-панк, ирски фолк и поп рок. Њихов стил је инспирисан групом Siouxsie and the Banshees, док је Долорес О'Риордан једном приликом изјавила да је њено јодловање у певању „копирала” од свог оца који је често певао The Lonesome Cattle Call.

## Дискографија
Студијски албуми
- (1993)
- (1994)
- (1996)
- (1999)
- (2001)
- (2012)
- (2017)
- (2019)